# Пенедону (район)
Пенедону (порт. Penedono) — район (фрегезия) в Португалии, входит в округ Визеу. Является составной частью муниципалитета Пенедону. Находится в составе крупной городской агломерации Большое Визеу. По старому административному делению входил в провинцию Бейра-Алта. Входит в экономико-статистический субрегион Доуру, который входит в Северный регион. Население составляет 1085 человек на 2001 год. Занимает площадь 28,27 км².